# Ruger Blackhawk
Ruger Blackhawk je šeststrelni revolver enojnega delovanja sprožilca, ki ga je med letoma 1956 in 1963 izdelovalo ameriško podjetje Sturm, Ruger & Company, Inc.
Sprva so v tovarni izdelovali revolver Blackhawk le v kalibru .357 Magnum, ki je bil za tiste čase nov in zelo priljubljen kaliber. Že naslednje leto so, ob prihodu novega revolverskega naboja .44 Magnum, začeli izdelovati enak revolver predelali na nov kaliber. Predelava je bila relativno enostavna, saj so zamenjali samo bobnič za naboje in cev revolverja, ki so jo še naprej izdelovali v treh dolžinah; 4 5/8, 5 1/2 in 7 1/2 inča.
V začetku so se sicer pojavljali dvomi, da bo ogrodje revolverja vzdržalo pritiske novega močnega naboja, vendar so testiranja pokazala, da je konstrukcija več kot dovolj trdna za tovrstno strelivo. Tako se je novi revolver Blackhawk .44 Magnum na prodajnih policah pojavil še istega leta (1956). Kasneje se je sicer izkazalo, da je aluminijasti spodnji del ogrodja na ročaju kljub vsemu malce preslaboten, vendar pa večjih težav kljub temu ni bilo.
Blackhawk je bil pravzaprav le modernizirana in poenostavljena izpeljanka slavnega revolverja Colt SAA (Colt Single Action Army). Konstruktor in solastnik podjetja Bill Ruger je na Blackhawku uporabil namesto listnatih vzmeti s spiralnimi, ki so veliko bolj obstojne, na revolver namestil nove merke, od katerih je bil zadnji nastavljiv v vseh smereh, zgornji del ogrodja pa je dobil ravno površino in ojačano konstrukcijo.
Zaradi zanimive cene 96 ameriških dolarjev (v primerjavi s Colt SAA, ki je stal 150 $) je postal Blackhawk v tistem času eno najbolj razširjenih kratkocevnih orožij v ZDA.
Kljub vsem dobrim lastnostim, pa je Blackhawk imel težave, ki jih je »podedoval« od Colta SAA. Bil je dokaj nevarno orožje, saj ni imel nikakršnih varovalk, udarna igla, ki je bila integralni del kladivca pa je bila vedno naslonjena na netilko naboja, kar je pomenilo, da je v primeru padca skoraj zagotovo sledil strel. Težavo so uporabniki po navadi reševali tako, da v prvi komori ni bilo naboja.
Prav tako slabo je bilo rešeno polnjenje orožja, pri katerem je moral uporabnik najprej na polovico napeti kladivce nato pa z rotacijo bobniča v desno posamezno vstavljati naboje v ležišča.

### Super Blackhawk
Zaradi omenjenih težav so v podjetju Sturm, Ruger & Co. začeli že leta 1959 izdelovati izboljšano različico legendarnega Blackhawka, Super Blackhawk, originalni revolver pa so leta 1963 prenehali izdelovati. Novi revolver je bil nekoliko spremenjen in v celoti izdelan iz jekla. Povečan je bil ročaj, celotno ogrodje pa je bilo še masivnejše. Branik sprožilca je bil prav tako predelan in je iz ovalne oblike dobil ravno zadnjo steno. Prav tako sta bila razširjena sprožilec in kladivce, zadnji merek pa je dobil stranske ščitnike.
Leta 1972 so v podjetju Sturm Ruger zamenjali celoten sprožilni mehanizem in uvedli klasično udarno iglo, kar je pripomoglo k večji varnosti revolverja, saj takšna igla ni nikoli naslonjena neposredno na netilko. Tudi sistem polnjenja bobniča je bil pri posodobljenem Super Blackhawku izboljšan. Tako je bilo bobnič mogoče vrteti v obe smeri takoj, ko je uporabnik odprl vratca za polnjenje.

### New Model Blackhawk
Leta 2006 je Ruger, ki je do tedaj vztrajno zavračal možnost spreminjanja svojega kultnega revolverja, popustil pred vedno bolj zahtevnimi kupci in na tržišče poslal novi model. Izdelali so ga posebej za petdesetletnico obstoja naboja .44 Magnum, od svojega predhodnika pa se razlikuje po veliko boljši končni izdelavi in po tem, da ga izdelujejo le s cevjo dolžine 6,5 inčev. Novi revolver združuje robustnost prvega modela in varnost drugega, izkazal pa se je tudi za izredno natančno orožje, s katerim dober strelec na razdalji 25 metrov zlahka doseže skupino s premerom 30 do 40 mm.

## Kalibri
Blackhawk so izdelovali v naslednjih kalibrih:
- .357 Magnum/.38 Special
- .357 Magnum/9 mm zamenljivo
- .357 Remington Maximum
- .41 Magnum
- .44 Magnum
- .45 Colt/.45 ACP zamenljivo
- .30 Carbine